# Otto Erdmannsdörffer
Otto Heinrich Erdmannsdörffer, född 11 mars 1876, död 18 april 1955, var en tysk geolog och petrograf. Han var son till Bernhard Erdmannsdörffer.
Erdmannsdörffer var geolog vid Preussische geologische Landesanstalt i Berlin 1901-12 och blev professor i mineralogi vid tekniska högskolan i Hannover 1912 och vid universitetet i Heidelberg 1926. Han har utforskat de kristalliniska bergarterna i Harz och behandlat petrografiska frågor från fysikalisk kemisk synpunkt. Han lärobok Grundlagen der Petrographie (1924) var en modern, kortfattad framställning, som såg bergarternas bildning från den fysikaliska kemins synpunkt.